# Dolní Dvory
Dolní Dvory (deutsch Unterschön) ist ein Ortsteil der Stadt Cheb in Tschechien.

## Geografie
Der Ort liegt ungefähr vier Kilometer östlich der Innenstadt und sieben Kilometer südöstlich von Střížov, sechs Kilometer südlich von Jindřichov und gleich weit von Odrava. Im Süden grenzt der kleine Ort an Dřenice, einer Siedlung am Jesenicer Stausee. Die Entfernung beträgt zweieinhalb Kilometer.

## Geschichte
Die erste schriftliche Erwähnung des Orts stammt aus dem Jahr 1269.

## Einwohnerentwicklung
| Jahr | Einwohnerzahl |
| ---- | ------------- |
| 1869 | 119           |
| 1880 | 100           |
| 1890 | 88            |
| 1900 | 77            |
| 1910 | 103           |

| Jahr | Einwohnerzahl |
| ---- | ------------- |
| 1921 | 83            |
| 1930 | 77            |
| 1950 | 26            |
| 1961 | 125           |
| 1970 | 118           |

| Jahr | Einwohnerzahl |
| ---- | ------------- |
| 1980 | 106           |
| 1991 | 81            |
| 2001 | 77            |
| 2011 | 63            |